# Полковник-Савово
Полко́вник-Са́вово (болг. Полковник Савово) — село в Добрицькій області Болгарії. Входить до складу общини Тервел.

## Населення
За даними перепису населення 2011 року у селі проживали 197 осіб.
Національний склад населення села:
| Національність   | Кількість осіб | Відсоток |
| ---------------- | -------------- | -------- |
| турки            | 164            | 83,2%    |
| болгари          | 33             | 16,8%    |
| цигани           | 0              | 0%       |
| інша             | 0              | 0%       |
| не визначились   | 0              | 0%       |
| Всього відповіли | 197            |          |

Розподіл населення за віком у 2011 році:
Динаміка населення: